# Черкашнєв Іван Трохимович
Іван Трохимович Черкашнєв (рос. Иван Трофимович Черкашнев; 25 вересня 1911, Юзівка — 24 лютого 1954, Ленінград) — радянський офіцер, Герой Радянського Союзу. В роки радянсько-німецької війни командир 2-ї батареї 275-го гвардійського винищувально-протитанкового артилерійського полку 4-ї гвардійської Речицько-Радомської винищувально-протитанкової артилерійської бригади 69-ї армії 1-го Білоруського фронту, гвардії капітан.

## Біографія
Народився 25 вересня 1911 року в місті Юзівкці (нині місто Донецьк) в сім'ї гірничого інженера. Росіянин. Закінчив робітфак.

меморіальна дошка на будівлі ДонНТУ

У Червоній Армії в 1933—1935 роках. Служив червоноармійцем у 3-й авіадесантної бригаді Українського військового округу. Після демобілізації працював бригадиром і старшим інструктором з підготовки кадрів в будівельно-монтажному управлінні тресту «Доншахтоспецмонтаж» в місті Сталіно (Донецьк). В 1939—1941 роках — студент Донецького індустріального інституту.
Вдруге в Червоній Армії з червня 1941 року. Учасник радянсько-німецької війни з жовтня 1941 року. У липні 1942 року закінчив 2-е Ростовське артилерійське училище. Був командиром батареї, заступником командира артилерійського полку. Воював на Південному, Північно-Кавказькому, Сталінградському, Центральному, 1-му Білоруському фронтах. Член КПРС з 1945 року. У боях шість разів поранений і контужений.
Брав участь:
- в оборонних боях у районі міст Таганрога і Ростова — в 1941 році;
- у боях на річці Міусі, у Сталінградській битві, в тому числі в оборонних боях на підступах і околицях міста Сталінграда — у 1942 році;
- в оборонних боях на Курській дузі на Малоархангельському і Вільховатському напрямках, в Гомельській-Речицький операції — у 1943 році;
- у Брестській-Люблінської операції, в тому числі у форсуванні річок Західного Бугу і Вісли із завоюванням плацдармів, в боях на Пулавському плацдармі в Польщі — у 1944 році;
- у Східно-Померанський операції, в боях на Кюстрінському плацдармі, в Берлінській операції та боях у Берліні — в 1945 році.

При форсуванні річки Вісли буля населеного пункту Кемпа-Хотецка (південно-західніше міста Пулави, Польща) 31 липня 1944 року гвардії капітан Черкашнєв вогнем прикривав переправу стрілецьких підрозділів, а в ніч на 1 серпня 1944 року переправив батарею на плацдарм і брав участь в боях за його утриманню і розширенню, завдавши противнику великих втрат.
Указом Президії Верховної Ради СРСР від 21 лютого 1945 року за зразкове виконання бойових завдань командування на фронті боротьби з німецько-фашистськими загарбниками і проявлені при цьому мужність і героїзм гвардії капітану Черкашнєву Івану Трохимовичу присвоєно звання Героя Радянського Союзу з врученням ордена Леніна і медалі «Золота Зірка» (№ 3120).
Після війни служив заступником командира артилерійського полку в місті Смоленську. З 31 січня 1947 року майор І. Т. Черкашнєв — в запасі. Працював начальником цеху на заводі в Донецьку. У 1951 році з сім'єю переїхав до міста Ленінграда. Помер 24 лютого 1954 року. Похований у Санкт-Петербурзі на Большеохтинському кладовищі (Новий Комуністичний майданчик).

## Нагороди
Нагороджений орденами Леніна (21 лютого 1945), Червоного Прапора (31 грудня 1943), Олександра Невського (16 серпня 1944), Вітчизняної війни 1-го ступеня (3 серпня 1944), Червоної Зірки (12 липня 1943), медалями «За оборону Сталінграда», «За взяття Берліна», «За перемогу над Німеччиною».